# Peter Kjærsgaard-Andersen
Peter Kjærsgaard-Andersen (Copenaghen, 30 aprile 1984) è un arbitro di calcio danese.